# Zeynel Soyuer
Zeynel Soyuer (* 15. Dezember 1939 in İnegöl; † 11. November 2024) war ein türkischer Fußballspieler und -trainer. Durch seine langjährige Tätigkeit für Gençlerbirliği Ankara wird er stark mit diesem Verein assoziiert. Auf Fan- und Vereinsseiten wird er als einer der bedeutendsten Spieler der Klubgeschichte aufgefasst. Mit 271 Erstligaeinsätzen für Gençlerbirliği ist er nach Tevfik Kutlay (295 Einsätze) der Spieler mit den zweithäufigsten Süper-Lig-Einsätzen der Vereinsgeschichte. Zudem befindet er sich mit 46 Ligatoren in der Liste der Spieler mit den meisten Süper-Lig-Toren für Gençlerbirliği an sechster Stelle. Zu Spielerzeiten war er aufgrund seiner schnellen und stürmischen Spielweise unter seinem Spitznamen Rüzgarın Oğlu bzw. Rüzgarın Oğlu Zeynel (dt.: Sohn des Windes bzw. Zeynel – Sohn des Windes) bekannt, da er oft als Außenstürmer die Seitenlinie auf und ab lief. Er galt als ein technisch begabter Kunstschütze und war für die direkte Verwandlung seiner Eckstoße zum Tor berüchtigt. Er erzielte während seiner Karriere mehrere Eckstoßtore. Nach seiner Fußballspielerkarriere arbeitete er lange Jahre erfolgreich als Trainer und erreichte in dieser Funktion einige Rekorde im türkischen Fußball.

## Spielerkarriere

### Verein
Soyuer kam in İnegöl auf die Welt und begann hier mit dem Fußballspielen auf der Straße. Mit seinen Freunden spielte er auf dem Bolzplatz Kavaklar Altı. Hier fiel sein Talent einigen älteren Kindern auf und so sprach sich sein Talent rum. Mit fortschreitendem Alter fand er immer mehr Gefallen an diesem Sport. Daher begann er als Sechzehnjähriger beim damaligen größten Verein seiner Heimatstadt, bei İnegöl İdmanyurdu mit dem Vereinsfußball. 1958 wurde er für die türkische U-18-Nationalmannschaft entdeckt und absolvierte in diesem Jahr vier Spiele für türkische U-18. So wurden mehrere größere Vereine auf Soyuer aufmerksam. Im gleichen Jahr nahm er in Ankara an einem Talentsichtungsturnier teil und wurde hier sofort vom Hauptstadtverein MKE Ankaragücü angesprochen. Wenig später traf er sich mit den Vereinsverantwortlichen Natık Has und Ahmet Gırgır in der Kreisstadt Çekirge und einigte sich vorerst mündlich. So vereinbarten beide Seiten für den nachfolgenden Tag ein Treffen, in dem der Wechsel vertraglich festgehalten werden sollte. Da nach Soyuers niemand von Ankaragücü zu diesem Treffen erschien, schaltete sich Rüknettin Akbulut, ein Fußballinteressierte der Stadt, ein und vermittelte Soyuer an Sadrettin Çanga, einem ehemaligen Spieler des Hauptstadtvereins Gençlerbirliği Ankara und damaliger Abgeordneter. Dieser kontaktierte daraufhin sofort einige Vereinsfunktionäre von Gençlerbirliği und sorgte für den Wechsel Soyuers zu diesem Verein.
Zu dem Zeitpunkt seines Wechsels zu Gençlerbirliği existierte in der Türkei keine landesübergreifende Professionelle Liga. Stattdessen existierten in den Ballungszentren wie Istanbul, Ankara und Izmir regionale Ligen, wovon die 1952 in İstanbul Profesyonel Ligi (dt.: Istanbuler Profiliga) umbenannte Liga als die renommierteste galt. Nach der Istanbuler Profiliga kam die Ankara Futbol Ligi (dt.: Profiliga Ankara) in der auch Gençlerbirliği als Hauptstadtverein teilnahm. Soyuer spielte nach seinem Wechsel eine Saison in dieser Liga.
Ab Frühjahr 1959 spielte er mit Gençlerbirliği in der neugegründeten und landesweit ausgelegten Millî Lig, mit heutigem Namen Süper Lig. Diese neugegründete Liga ersetzte die wichtigsten regionalen Ligen, u. a. İstanbul Profesyonel Ligi und die Ankara Futbol Ligi. Die erste Spielzeit wurde von Februar 1959 bis zum Juni 1959 ausgespielt und endete mit der Meisterschaft von Fenerbahçe Istanbul. Gençlerbirliği belegte weit abgeschlagen von der Tabellenspitze den vorletzten Tabellenplatz. Soyuer absolvierte als Youngster nahezu alle Partien seiner Mannschaft und erzielte ein Tor. In der zweiten Saison gelang Soyuer der Durchbruch. Mit 13 Saisontoren war er der erfolgreichste Torjäger seiner Mannschaft und hatte großen Anteil daran, dass sein Verein einen mittleren Tabellenplatz belegte.
Im Sommer 1960 wurde in Ankara ein Testspiel zwischen Gençlerbirliği und Beşiktaş Istanbul. In dieser Partie zeigte Soyuer eine überragende Leistung. Er lief während der Partie die linke Außenbahn auf und ab und erzielte bei dem 3:0-Sieg seiner Mannschaft alle drei Tore. Beşiktaş war gerade amtierender türkischen Fußballmeister und beschritt dieses Spiel mit all seinen Stars. Durch die Leistung in diesem Spiel stieg der Bekanntheitsgrad Soyuers. Von den Gençlerbirliği-Fans erhielt er aufgrund dieses Spiels seinen Spitznamen Rüzgarın Oğlu (dt.: Sohn des Windes), mit dem er dann den Rest seiner Karriere assoziiert wurde.
In der dritten Erstligasaison, der Saison 1960/61, steigerte Soyuer erneut seine Leistungen. Mit seinen 16 Ligatoren hatte er als bester Torschütze seines Vereins erheblichen Anteil daran, dass sein Verein die Saison auf dem fünften Tabellenplatz beendete und die bis dato beste Erstligaplatzierung der Vereinsgeschichte erreichte. Er fiel durch seine in dieser Saison erbrachten Leistungen auch dem damaligen türkischen Nationaltrainer, dem Italiener Sandro Puppo, auf, der ihn in die türkische Nationalmannschaft.
In der nächsten Saison, der Spielzeit 1961/62, avancierte Soyuer zu einem der beliebtesten Spieler der Liga. Er fiel auch in dieser Spielzeit durch sein Markenzeichen der Eckstoßtore auf. Nachdem er in der laufenden Saison mehrere Eckstöße als Tor verwandelt hatte, zuletzt am 10. Dezember 1960 gegen Karagümrük SK. Aufgrund dieser Tore gingen die beiden Vereinspräsidenten Orhan Şeref Apak von Gençlerbirliği und Agah Erozan von Fenerbahçe Istanbul vor der Ligapartie vom 5. März 1961 zwischen den beiden Vereine eine Wette ein. Danach sollte der Präsident die Anstecknadel des anderen Verein tragen, wenn es Soyuer gelingen sollte wieder ein Eckstoßtor zu erzielen. Im Vorfeld des Spiels wurde diese Wette auch öffentlich bekannt, sodass im mit 25.000 Zuschauern ausverkauften Mithatpaşa-Stadion das öffentliche Interesse auf Soyluer gerichtet war. In dieser Partie brachte Soyluer bereits in der 2. Minute durch einen regulären Treffer seine Mannschaft 1:0 in Führung. Fenerbahçe ging innerhalb der nächsten zwanzig Minuten mit 2:1 in Führung. In der 36. Minute erhielt Gençlerbirliği ein Eckstoß von der linken Torseite. Daraufhin bereitete sich Soyuer darauf vor, den Eckstoß auszuführen. Der Fenerbahçe Torhüter Şükrü Ersoy positionierte sich dabei auf die rechte Torseite. Soyuer zirkelte den Ball ins obere rechte Toreck und erzielte so den Ausgleich für seine Mannschaft. Das Spiel ging 3:3 aus und Soyluer avancierte zum Man of the Match.
Soyuer spielte mit Gençlerbirliği bis zum Sommer 1970 in der 1. Futbol Ligi und stieg dann zum ersten Mal in der Vereinsgeschichte in die Türkiye 2. Futbol Ligi ab. Soyluer spielte noch eine Spielzeit in der 2. Lig und beendete zum Sommer 1961 seine aktive Fußballspielerkarriere.

### Nationalmannschaft
Soyuer wurde 1958 während seiner Zeit bei İnegöl İdmanyurdu das erste Mal für die türkische U-18-Nationalmannschaft nominiert und absolvierte in diesem Jahr seine vier Spiele für die türkische U-18.
1961 fiel dem damaligen türkischen Nationaltrainer, dem Italiener Sandro Puppo, auf, der ihn in die türkische Nationalmannschaft berief. So absolvierte Soyuer am 14. Mai 1961 im Testspiel gegen die rumänische Nationalmannschaft sein erstes und einziges Länderspiel.

## Trainerkarriere
Direkt im Anschluss an seine Spielerkarriere begann Soyuer als Trainer zu arbeiten. Als erste Tätigkeit übernahm er zusammen mit seinem langjährigen Teamkameraden Tevfik Kutlay die Jugendmannschaften Gençlerbirliği Ankaras und betreute sie eine unbekannte Zeitlang. Nach dieser Tätigkeit arbeitete Souyer eine Zeitlang bei Ankara Sitespor als Cheftrainer.
Im Sommer 1974 besuchte Soyuer zusammen mit weiteren ehemaligen türkischen Fußballgrößen ein vom türkischen Fußballverband organisierten Trainerkurs und erlangte in dessen Anschluss seine Trainerlizenz. Nach dem Erlangen seiner Trainerlizenz begann er als Trainer der türkischen U-18-Mannschaft zu arbeiten. Diese Mannschaft betreute er bis zum Jahr 1976 mit wechselnden Partnern als Trainerduo. Bei seinem Amtsantritt arbeitete er beispielsweise mit seinem alten Teamkollegen Çetin Güler zusammen. Später arbeitete er auch mit Teoman Yamanlar zusammen. Zusammen mit Yamanlar betreute er die türkische U-18 während des in der Schweiz ausgetragenen UEFA-Juniorenturniers 1975. Während dieses Turniers fiel die Türkei mit Frankreich, Dänemark und Luxemburg in eine Gruppe. Als damals unbedeutendes Fußballland wurde Soyuers Mannschaft als Außenseiter gehandelt. Während der Gruppenphase setzte man sich gegen die beiden Favoriten Frankreich und Dänemark und schaffte es ins Halbfinale. Im Halbfinale verlor man unglücklich mit 0:1 gegen die finnische U-18-Nationalmannschaft und anschließend im Spiel um Platz 3 nach Elfmeterschießen mit 2:3 gegen die ungarische U-18-Nationalmannschaft. Das Turnier beendete man als Vierter und erreichte nach langer Zeit als erste türkisch Fußballnationalmannschaft wieder ein gutes Abschneiden in einem größeren Turnier.
Zusätzlich zu seiner Tätigkeit bei der türkischen U-18 begann Soyuer im September 1975 zusammen mit Doğan Andaç die Türkische U-21-Nationalmannschaft zu betreuen.
Mit der U-18 qualifizierte sich Soyuer auch für das UEFA-Juniorenturnier 1976. In der Qualifikation zu diesem Turner schaltete man die österreichische U-18-Nationalmannschaft aus. In diesem Turnier schied Soyuers Mannschaft bereits in der Gruppenphase aus dem Turnier aus. Nach diesem Ausscheiden verließ Soyuer die türkische U-18.
Zur Saison 1996/77 übernahm Soyuer, der im April 1976 eine weitere Trainerlizenz erworben und somit auch Vereinsmannschaften in den Profiligen betreuen konnte, den Zweitligisten Diyarbakırspor. Mit diesem Verein legte er einen sehr erfolgreichen Saisonstart hin und wurde in der Zweitligasaison 1976/77 und erreichte die Herbstmeisterschaft. In der damals mit der 2-Punkte-Regel gespielten Liga schaffte er in der Hinrunde einen Sechs-Punkte-Abstand zu dem Zweitplatzierten Sarıyer SK und wurde deshalb zum Trainer der Hinrunde der 2. Lig gewählt. Die Saison beendete Soyuers Team souverän als Meister und stieg damit das erste Mal in seiner Vereinsgeschichte in die 1. Lig auf. Soyuer wurde dann von der damals renommiertesten Sportzeitung Milliyet zum Trainer des Jahres in der 2. Lig gewählt. Nach diesem Erfolg wurde erst verkündet, dass Soyuer die Mannschaft auch in der 2. Lig betreuen werde. Letztendlich kam es doch nicht zur Fortsetzung der Zusammenarbeit, sodass Diyarbakırspor mit Candan Dumanlı in seine erste Erstligasaison startete.
Soyuer übernahm im Sommer 1977 den Zweitligisten Gaziantepspor. Diesen Verein betreute er etwa eine Spielzeit lang. In dieser Saison spielte man nahezu die gesamte Saison um die Meisterschaft und damit auch um den Aufstieg in die 1. Lig. Die Saison beendete der Verein schließlich hinter MKE Kırıkkalespor auf dem zweiten Platz und verpasste so den Aufstieg.
Für die Saison 1978/79 einigte sich Soyuer mit dem Erstligisten Adana Demirspor und arbeitete somit das erste Mal in seiner Karriere in der höchsten türkischen Spielklasse. Mit Demirspor erzielte er einige Überraschungssiege, blieb aber weitestgehend hinter den Erwartungen. Zum Saisonende erreichte er aber mit dem abstiegsbedrohten Verein den Klassenerhalt.
Im Sommer 1979 blieb er der 1. Lig treu und übernahm beim Aufsteiger Rizespor den Cheftrainerposten. Unter Soyuer avancierte Rizespor zu Überraschungsmannschaft der Erstligasaison 1979/80. Neben einem ansehnlich gespielten Fußball beendete die Mannschaft die Spielzeit auf dem fünften Tabellenplatz und erreichte damit die bis heute noch gültige beste Erstligaplatzierung der Vereinsgeschichte. Zum Saisonende wurde Soyuer vom türkische Fußballverband hinter Ahmet Suat Özyazıcı, welcher aufgrund seiner dritten Mal Türkischen Meisterschaft mit Trabzonspor zum  besten Trainer der Saison gewählt wurde, zum zweitbesten Trainer der Saison gewählt.
Trotz dieses Erfolges mit Rizespor, verließ Soyuer den Verein und wechselte innerhalb der 1. Lig zum Aufsteiger Kocaelispor und ersetzte hier den zurückgetretenen Fethi Demircan mit dem der Verein den Aufstieg erreicht hatte. Diesen Verein betreute er die nächsten zwei Spielzeiten und belegte immer sichere Nichtabstiegsplätze im mittleren Tabellensegment. Während er in der Spielzeit 1980/81 den 8. Tabellenplatz erreichte, rutsche er mit seinem Team nach der 0:1-Heimniederlage gegen Bursaspor vom 24. Spieltag der Saison in die Abstiegsränge. Nach dieser Niederlage trennte sich Soyuer von Kocaelispor.
Für die neue Spielzeit übernahm Soyuer dann den Zweitligisten İskenderunspor. Während seiner Zeit bei İskenderunspor erhielt Soyuer vom türkische Fußballverband wegen des gleichen Vergehens versehentlich zweimal eine Strafe. Dieser Umstand wurde von den Medien als ein Skandal bewertet. Über die gesamte Saison lieferte seine Mannschaft sich mit Orduspor ein Kopf-an-Kopf-Rennen um die Tabellenführung. Am Ende stieg Orduspor als Meister auf, während İskenderunspor als Vizemeister leer ausging. Mit Saisonende verließ Soyuer dann İskenderunspor.
In der Spielzeit 1983/84 kehrte Soyuer in die 1. Lig zurück und unterschrieb beim Hauptstadtverein MKE Ankaragücü. Sein mit Ankaragücü ausgehandelter Vertrag sah ein Gehalt von 225.000 TRY vor. Mit diesem Gehalt wurde dann Soyuer nach dem bei Galatasaray Istanbul angestellten Tomislav Ivić der zweitbestbezahlteste Trainer dieser Erstligasaison. Soyuer erlebte mit seiner Mannschaft eine erfolgreiche Saison und beendete die Saison auf dem fünften Tabellenplatz. Mit diesem Ergebnis erreichte er erneut seine Karrierebestmarke, die er in der Spielzeit 1979/80 schon mal mit Rizespor erreichte. Zudem wurde die zweitbeste Platzierung der Vereinsgeschichte von Ankaragücü wiederholt. Nach diesen Ergebnissen wurde Soyuer zusammen mit seinen Kollegen Ahmet Suat Özyazıcı (Trabzonspor), Nevzat Güzelırmak (Denizlispor) und Nihat Atacan (Malatyaspor) vom türkischen Fußballverband zum erfolgreichsten Trainer der Saison gekürt.
Trotz dieses Erfolges verließ Soyuer zum Saisonende Ankaragücü und übernahm stattdessen den Zweitligisten Konyaspor. Die Stadtnotabeln von Konya hatten für den Fußballverein ein großes Budget zur Verfügung gestellt und beabsichtigten den Aufstieg in die 1. Lig. Zu diesem Zweck stellte man mit Soyuer einen der damals gefragtesten türkischen Erfolgstrainer ein. Bei Konyaspor blieb er aber nur zwei Spieltage im Amt und trat anschließend zurück. Laut eigenen Angaben ereignete sich sein Rücktritt wie folgt: Nach der 0:1-Auswärtsniederlage gegen Adanaspor kehrte Soyuer mit seiner Mannschaft nach Konya zurück und beabsichtigte mit der Mannschaft ein Training zu veranstalten. Kurz vor diesem Training wurde die gesamte Mannschaft gebeten beim Vali (dt.: Gouverneur) von Konya Kemal Katıtaş vorzusprechen. Der Gouverneur fragte alle Spieler nach ihrer Spielposition, zeichnete anschließend auf einen Zettel eine Taktische Ausrichtung der Mannschaft auf und übergab diese Soyuer mit einer freundlichen Anweisung diese bitte fortan umzusetzen. Soyuer erklärte daraufhin sofort seinen Rücktritt und versuchte die Stadt zu verlassen. Der Gouverneur versuchte ihn mehrmals umzustimmen, schaffte es aber nicht.
Nach der Trennung von Konyaspor übernahm Soyuer den Erstligisten Antalyaspor. Diesen Verein betreute er bis zur Winterpause und erklärte anschließend seinen Rücktritt.
Soyuer gönnte sich nach seiner Tätigkeit für Antalyaspor bis zum Sommer 1985 eine Auszeit und übernahm dann seinen früheren Verein MKE Ankaragücü. Als erstes seiner Amtshandlungen organisierte er den Wechsel vom Talent Durmuş Çolak. Diesen hatte Soyuer bereits zu seiner Zeit bei İskenderunspor trainiert und half daher beim Wechsel mit. Bei diesem Verein gelang es Soyuer Çolak zu einem Star der Liga auszubauen und mit seiner Mannschaft einige Achtungssiege zu erlangen. Da es ihm aber immer wieder durch unerwartete Niederlagen nicht gelang sich an der Tabellenspitze zu etablieren kam es immer wieder zur Kritik an seiner Person. Nach der 2:4-Heimniederlage vom 14. Dezember 1986 gegen Denizlispor kam es seitens Fans zu gewalttätigen Übergriffen auf Soyuer und auf dessen Sohn. Nach diesen Übergriffen erklärte Soyuer seinen Rücktritt. Anschließend wurde er vom Vereinsvorstand zum Fortsetzen seiner Trainertätigkeit bewegt. Soyuer betreute die Mannschaft bis zum Saisonende und verließ anschließend diesen Klub.
Zur neuen Saison, der Saison 1987/88 wurde Soyuer als neuer Trainer vom Erstligisten Zonguldakspor vorgestellt. Nachdem Soyuers Mannschaft aber in den ersten beiden Spieltagen der Saison ein Unentschieden und eine Heimniederlage erlebt hatte, erklärte Soyuer seinen Rücktritt und wurde wenig später durch Turgut Öngör ersetzt. Nach diesem Rücktritt blieb Soyuer bis zur Rückrunde ohne Beschäftigung und wurde unter anderem als Nachfolge des türkischen Nationaltrainers Mustafa Denizli gehandelt. Anfang März 1988 übernahm dann Soyuer beim Erstligisten Denizlispor das Traineramt und folgte damit Necdet Zorluer. Mit Denizlispor kämpfte Soyuer die gesamte Saison um den Klassenerhalt, da aber die Liga zum Saisonende von 20 auf 16 Mannschaften reduziert werden sollte, mussten vier Mannschaften absteigen. Trotz dieser hohen Absteigeranzahl bewahrte sich Denizlispor bis zum letzten Spieltag die Chance auf den Klassenerhalt. Am letzten Spieltag unterlag man in einem stark umkämpften Spiel zuhause mit 2:3 Fenerbahçe Istanbul und stieg ab. Nach diesem Abstieg verließ Soyuer Denizlispor.
Im Sommer 1988 übernahm Soyuer den Zweitligisten Trakya Birlik Edirnespor. Bei diesem Verein, der bis zum Sommer nur Edirnespor hieß, hatte sich die Trakya Birlik (dt. Trakya-Vereinigung), eine örtliche Landwirtschaftsgenossenschaft, als Hauptsponsor eingekauft und dem Vereinsnamen den Zusatz Trakya Birlik hinzugefügt. Dieser Hauptsponsor investierte in die Mannschaft und wollte so einen schnellen Aufstieg in die höchste türkische Spielklasse erreichen. Zu diesem Zweck wurde mit Soyuer einer der damals populärsten türkischen Trainer verpflichtet. Diesen Verein betreute Soyuer eine unbekannte Zeitlang.
Zur Rückrunde der Saison 1989/90 wurde Soyuer der Cheftrainer des Zweitligisten Gaziantepspor. Diesen Verein führte er souverän zur Meisterschaft und damit zum Aufstieg in die 1. Lig. Nachdem die Meisterschaft bereits mehrere Wochen vor dem Saisonende gesichert worden war, beendete Gaziantepspor die Saison mit 17 Punkten Vorsprung auf den zweitplatzierten Verein Petrol Ofisi SK. Nach diesem Erfolg versuchte zwar der Vereinspräsident Gaziantepspors Celal Doğan mit Soyuer die Zusammenarbeit fortzusetzen, jedoch kamen beide Partien zu keiner Übereinkunft. Soyuer wurde dann von der damals renommiertesten Sportzeitung Milliyet zum Trainer des Jahres in der 2. Lig gewählt.
Für die neue Saison 1990/91 übernahm Soyuer den Zweitligisten Malatyaspor. Bei diesem Verein hatte sich mit Nurettin Soykan der finanzstarke Mäzen, der sich Anfang der 1980er Jahre zum Vereinspräsidenten wählen ließ und mit großen Investitionen dem Verein seine erfolgreichste Zeit der Vereinsgeschichte bescherte, aus seinen Ämtern im Verein zurückgezogen. Nach dem Fehlen dieses Geldgebers schaffte es der Verein nicht mehr die Spielergehälter zu bezahlen, weshalb die Spieler das Training zu boykottieren begangen. Wenige Tage später trat Soyuer von seinem Amt als Trainer von Malatyaspor zurück.
Nach seiner Trennung von Malatyaspor blieb Soyuer bis zum Saisonende ohne Tätigkeit und übernahm im Sommer 1991 den Zweitligisten Petrol Ofisi SK. Mit diesem Verein beendete er die Saison auf dem zweiten Tabellenplatz und verpasste so den direkten Aufstieg in die 1. Lig. Nach dem Saisonende verließ er diesen Verein und einigte sich für die kommende Saison mit Samsunspor. Soyuer arbeitete bei diesem Verein mit überwiegend jungen und damals unbekannten Spielern wie Ercan Koloğlu, İmdat Arslan, Osman Akyol, Müjdat Gürsu, Ertuğrul Sağlam, Bünyamin Kubat, Orhan Kaynak, Serkan Aykut, Cenk İşler zusammen, die alle später zu wichtigen Persönlichkeiten im türkischen Fußball werden sollten. Soyuer gelang es aus dieser jungen Mannschaft eine spielstarke Mannschaft aufzubauen, die zum Saisonende Zweitligameister wurde und in die 1. Lig aufstieg. Trotz dieses Erfolges verließ Soyuer zum Saisonende den Verein.
Zur neuen Saison übernahm er den neuen Zweitligisten Yeni Sincanspor. Nach Sincanspor arbeitete Soyuer noch beim Zweitligisten Sakaryaspor. Zum Frühjahr 1996 wurde er beim stark abstiegsbedrohten Erstligisten Karşıyaka SK als neuer Trainer vorgestellt. Diesen Verein betreute er lediglich zwei Monate und erklärte danach seinen Rücktritt. Für die Saison 1996/97 übernahm er den Zweitligisten Kardemir Karabükspor. Bereits nach etwa vier Monaten vergab er sein Amt an Giray Bulak, der den Verein zum Saisonende zur Meisterschaft und damit zum Aufstieg führte. Soyuer übte in der Saison 1978/98 bei Sakaryaspor seine letzte Trainertätigkeit aus und arbeitete anschließend nicht mehr als Trainer.

## Erfolge

### Als Spieler
Mit Gençlerbirliği Ankara
- Tabellendritter der Süper Lig: 1965/66
- Tabellenfünfter der Süper Lig: 1960/61

### Als Trainer
Mit Diyarbakırspor
- TFF 1. Lig: 1976/77
- Aufstieg in die Süper Lig: 1976/77

Mit Gaziantepspor
- Vizemeister der TFF 1. Lig: 1977/78

Mit Rizespor
- Tabellenfünfter der Süper Lig: 1977/78

Mit İskenderunspor
- Vizemeister der TFF 1. Lig: 1982/83

Mit MKE Ankaragücü
- Tabellenfünfter der Süper Lig: 1983/84

Mit Gaziantepspor
- TFF 1. Lig: 1989/90
- Aufstieg in die Süper Lig: 1989/90

Mit Petrol Ofisi SK
- Vizemeister der TFF 1. Lig: 1991/92

Mit Samsunspor
- TFF 1. Lig: 1992/93
- Aufstieg in die Süper Lig: 1992/93

Mit der Türkischen U-18-Nationalmannschaft
- Halbfinalist beim UEFA-Juniorenturnier: 1975

## Auszeichnungen
- Trainer des Jahres in der 2. Lig der Saison 1976/77, gekürt von der türkischen Tageszeitung Milliyet.[60]
- zweiterfolgreichste Trainer des Jahres in der 1. Lig der Saison 1. Lig 1979/80, gekürt vom türkischen Fußballverband
- Trainer des Jahres in der 1. Lig der Saison 1. Lig 1983/84, gekürt vom türkischen Fußballverband. Zusammen mit Ahmet Suat Özyazıcı (Trabzonspor), Nevzat Güzelırmak (Denizlispor) und Nihat Atacan (Malatyaspor)
- Trainer des Jahres in der 2. Lig der Saison 1989/90, gekürt von der türkischen Tageszeitung Milliyet.[61]